# José Ingenieros

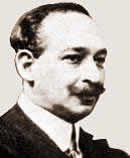
José Ingenieros

José Ingenieros, eigentlich Giuseppe Ingegnieri, (* 24. April 1877 in Palermo, Sizilien; † 31. Oktober 1925 Buenos Aires) war ein argentinischer Philosoph, Mediziner und Schriftsteller sizilianischer Herkunft.

## Leben
Ingenieros war ein Sohn von Salvatore Ingegnieri und dessen Ehefrau Mariana Tagliavia. Als Achtjähriger wanderte Ingenieros mit seinem Vater nach Argentinien aus. In Argentinien änderte Ingenieros dann seinen Namen in José Ingenieros. Er besuchte ab 1888 in Buenos Aires das Colegio Nacional unter Leitung von Amancio Alcorta. Anschließend studierte er Medizin an der Universidad de Buenos Aires (UBA) und konnte dieses Studium 1900 mit der Dissertation „Simulación en la lucha por la vida“ erfolgreich abschließen. Schon früh beschäftigte sich Ingenieros mit Psychiatrie und Kriminologie. Er folgte hierbei der Theorie des Italieners Cesare Lombroso vom „geborenen Verbrecher.“ Bereits während seines Studiums war er Mitglied der Sozialdemokratischen Partei Argentiniens geworden; unter anderem schloss er dort Bekanntschaft mit dem Schriftsteller Mario Bravo.
Bereits 1897 hatte Ingenieros zusammen mit Leopoldo Lugones die politisch links stehende Zeitschrift „La Montaña“ gegründet. Auf Grund der Artikelserie „Reptiles burgueses“ wurde sie aber bald schon verboten.
Im Jahr 1902 wurde Ingenieros Dozent des Instituts für Neuropathologie und Direktor des Archivs für Psychiatrie und Kriminologie (bis 1913) der Universität Buenos Aires. 1904 betraute man Ingenieros mit einem Lehrstuhl für Psychologie (UBA). Durch politische Streitigkeiten bedingt, hintertrieb Präsident Roque Sáenz Peña Ingenieros' Berufung als Ordinarius für Gerichtsmedizin. Daraufhin ließ dieser alle seine Aufgaben und Verpflichtungen ruhen und unternahm eine ausgedehnte Studienreise nach und durch Europa. Für längere Zeit hielt er sich in Genf, Heidelberg, Lausanne, Madrid und Paris auf. Er besuchte unter anderem an den dortigen Akademien und Universitäten verschiedentlich Berufskollegen und diskutierte verschiedentlich auch mit Studenten.
In Lausanne heiratete Ingenieros Eva Rutenberg und hatte mit ihr vier Kinder: Delia, Amalia, Julio und Cecilia.
1914 kehrte Ingenieros nach Argentinien zurück und gründete das „Philosophische Seminar“ der Universität Buenos Aires. 1915 war er maßgeblich an der Gründung der Zeitschrift „Revista de Filosofía“ beteiligt und vier Jahre später rief er die Buchreihe „La Cultura Argentina“ ins Leben; in welcher über 150 Bände veröffentlicht wurden. 1919 beendete er seine Lehrtätigkeit, um sich verstärkt der Politik zu widmen. Ingenieros vertrat dabei progressivistische bis kommunistische Standpunkte und schlug 1922 die Gründung einer antiimperialistischen Lateinamerikanischen Union vor. Um für seine sozialistischen/soziologischen Ideen ein Sprachrohr zu haben, gründete Ingenieros 1923 zusammen mit seinem Schüler Aníbal Ponce die Zeitschrift „Renovación“.
Im Alter von 48 Jahren starb José Ingenieros am 31. Oktober 1925 in Buenos Aires und fand dort auch seine letzte Ruhestätte.

## Schriften
Einzelausgaben
- La psicopatología en el arte. Buenos Aires 1902.
- La simulación de la locura. Buenos Aires 1903.
- La simulación en la lucha por la vida. 1904.
- Patología del lenguaje musical. Paris 1906.
- El hombre mediocre. Madrid 1913.
- Principios de psicología. 1916.
- Ciencia y filosofía. Madrid 1917.
- Proposiciones relativas al porvenir de la filosofía. 1918.
- La locura en la Argentina. 1920.
- Los tiempos nuevos. 1921.
- Las fuerzas morales. 1922.
- Crónicas de viaje. 8. Auflage. 1925.
- Tratado del amor. 1970

Werkausgaben
- Aníbal Ponce (Hrsg.): Obras completas. 24 Bände. Buenos Aires 1930/1940.